# Sportvrouw van het jaar (Nederland)

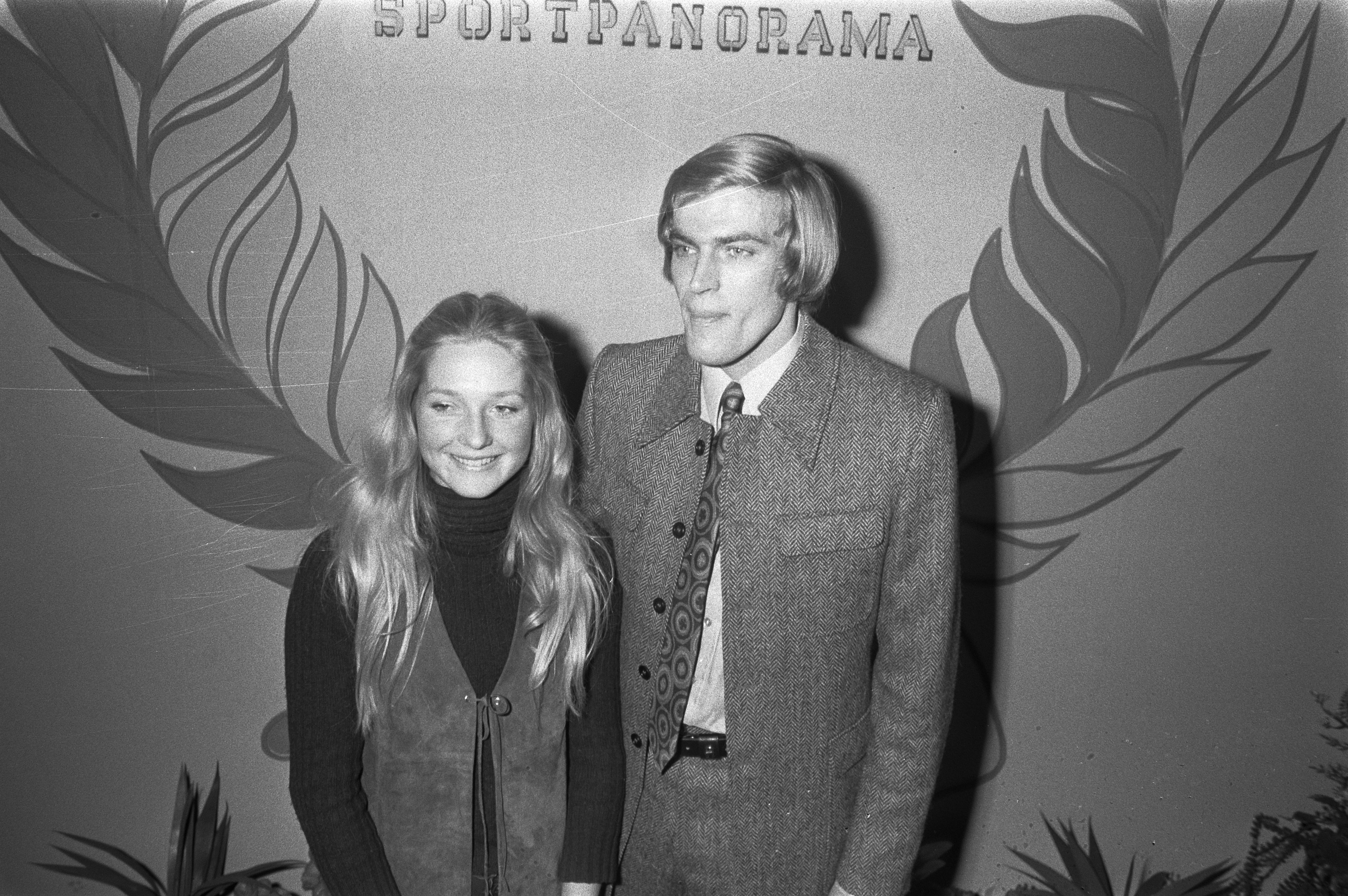
Willy Stähle, Sportvrouw van het jaar 1971, met Sportman van het jaar Ard Schenk.

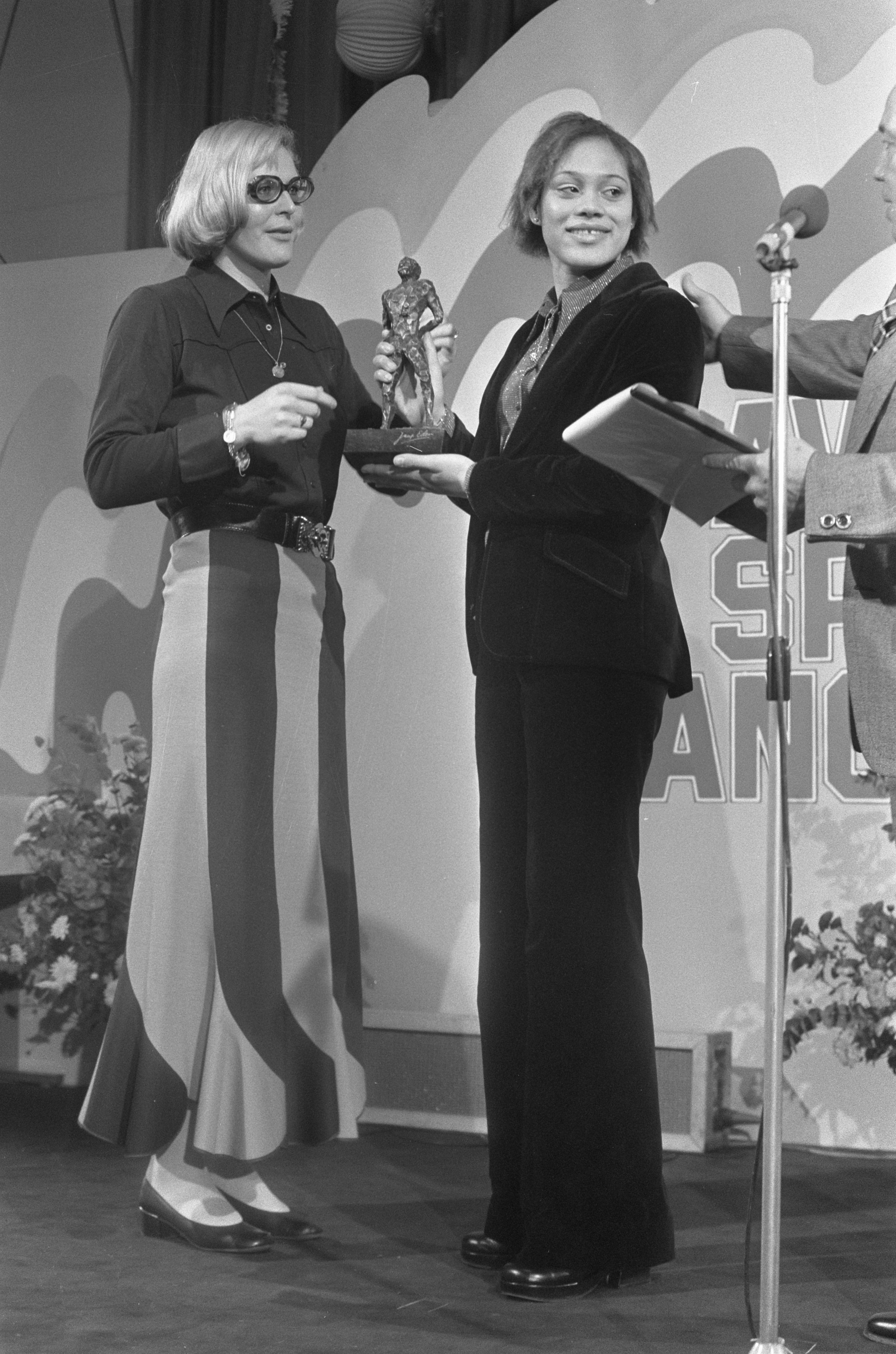
Ada Kok (links) overhandigt Enith Brigitha het beeldje Jaap Eden in december 1973

De titel Sportvrouw van het jaar wordt sinds 1959 jaarlijks toegekend aan een Nederlandse sportster tijdens het NOC*NSF Sportgala in samenwerking met de NOS.

## Geschiedenis
De verkiezing was een initiatief van de AVRO. De winnaar werd aanvankelijk bepaald in een verkiezing door sportjournalisten. In de eerste jaren werd deze onderscheiden met de Tom Schreurs-herinneringsbeker. Tegenwoordig wordt de verkiezing georganiseerd door de NOC*NSF in samenwerking met de NOS. Een vakjury nomineert een aantal kandidaten en daaruit wordt een winnaar gekozen door Nederlandse topsporters. De winnaar ontvangt een bronzen beeldje van Jaap Eden. De meest onderscheiden sportvrouwen zijn Sjoukje Dijkstra en Leontien van Moorsel, die deze trofee zes keer wonnen.
Van 1951 tot 1958 was er nog geen onderscheid tussen sportman en sportvrouw van het jaar.

## Overzicht winnaars

### Sporter van het jaar
| Jaar | Winnaar         | Discipline |
| ---- | --------------- | ---------- |
| 1951 | Abe Lenstra     | Voetbal    |
| 1952 | Abe Lenstra     | Voetbal    |
| 1953 | Arie van Vliet  | Wielrennen |
| 1954 | Geertje Wielema | Zwemmen    |
| 1955 | Mary Kok        | Zwemmen    |
| 1956 | Klaas Boot      | Turnen     |
| 1957 | Anton Geesink   | Judo       |
| 1958 | Gerrit Schulte  | Wielrennen |

### Sportvrouw van het jaar
| Jaar | Winnaar                | Discipline     |
| ---- | ---------------------- | -------------- |
| 1959 | Sjoukje Dijkstra       | Kunstschaatsen |
| 1960 | Sjoukje Dijkstra       | Kunstschaatsen |
| 1961 | Sjoukje Dijkstra       | Kunstschaatsen |
| 1962 | Sjoukje Dijkstra       | Kunstschaatsen |
| 1963 | Sjoukje Dijkstra       | Kunstschaatsen |
| 1964 | Sjoukje Dijkstra       | Kunstschaatsen |
| 1965 | Ada Kok                | Zwemmen        |
| 1966 | Ada Kok                | Zwemmen        |
| 1967 | Stien Kaiser           | Schaatsen      |
| 1968 | Ada Kok                | Zwemmen        |
| 1969 | Mia Gommers            | Atletiek       |
| 1970 | Atje Keulen-Deelstra   | Schaatsen      |
| 1971 | Willy Stähle           | Waterskiën     |
| 1972 | Ans van Gerwen         | Turnen         |
| 1973 | Enith Brigitha         | Zwemmen        |
| 1974 | Enith Brigitha         | Zwemmen        |
| 1975 | Dianne de Leeuw        | Kunstschaatsen |
| 1976 | Keetie van Oosten-Hage | Wielrennen     |
| 1977 | Betty Stöve            | Tennis         |
| 1978 | Keetie van Oosten-Hage | Wielrennen     |
| 1979 | Petra de Bruin         | Wielrennen     |
| 1980 | Annie Borckink         | Schaatsen      |
| 1981 | Bettine Vriesekoop     | Tafeltennis    |
| 1982 | Annemarie Verstappen   | Zwemmen        |
| 1983 | Conny van Bentum       | Zwemmen        |
| 1984 | Ria Stalman            | Atletiek       |
| 1985 | Bettine Vriesekoop     | Tafeltennis    |
| 1986 | Nelli Cooman           | Atletiek       |
| 1987 | Irene de Kok           | Judo           |
| 1988 | Yvonne van Gennip      | Schaatsen      |
| 1989 | Elly van Hulst         | Atletiek       |
| 1990 | Leontien van Moorsel   | Wielrennen     |
| 1991 | Ingrid Haringa         | Wielrennen     |
| 1992 | Ellen van Langen       | Atletiek       |

| Jaar | Winnaar                               | Discipline                            |
| ---- | ------------------------------------- | ------------------------------------- |
| 1993 | Leontien van Moorsel                  | Wielrennen                            |
| 1994 | Anky van Grunsven                     | Paardensport                          |
| 1995 | Angelique Seriese                     | Judo                                  |
| 1996 | Ingrid Haringa                        | Wielrennen                            |
| 1997 | Tonny de Jong                         | Schaatsen                             |
| 1998 | Marianne Timmer                       | Schaatsen                             |
| 1999 | Leontien Zijlaard-van Moorsel         | Wielrennen                            |
| 2000 | Leontien Zijlaard-van Moorsel         | Wielrennen                            |
| 2001 | Inge de Bruijn                        | Zwemmen                               |
| 2002 | Verona van de Leur                    | Turnen                                |
| 2003 | Leontien Zijlaard-van Moorsel         | Wielrennen                            |
| 2004 | Leontien Zijlaard-van Moorsel         | Wielrennen                            |
| 2005 | Edith van Dijk                        | Zwemmen                               |
| 2006 | Ireen Wüst                            | Schaatsen                             |
| 2007 | Marleen Veldhuis                      | Zwemmen                               |
| 2008 | Marianne Vos                          | Wielrennen                            |
| 2009 | Marianne Vos                          | Wielrennen                            |
| 2010 | Nicolien Sauerbreij                   | Snowboarden                           |
| 2011 | Ranomi Kromowidjojo                   | Zwemmen                               |
| 2012 | Ranomi Kromowidjojo                   | Zwemmen                               |
| 2013 | Marianne Vos                          | Wielrennen                            |
| 2014 | Ireen Wüst                            | Schaatsen                             |
| 2015 | Dafne Schippers                       | Atletiek                              |
| 2016 | Sanne Wevers                          | Turnen                                |
| 2017 | Dafne Schippers                       | Atletiek                              |
| 2018 | Suzanne Schulting                     | Shorttrack                            |
| 2019 | Sifan Hassan                          | Atletiek                              |
| 2020 | Geen verkiezing wegens coronapandemie | Geen verkiezing wegens coronapandemie |
| 2021 | Sifan Hassan                          | Atletiek                              |
| 2022 | Irene Schouten                        | Schaatsen                             |
| 2023 | Femke Bol                             | Atletiek                              |
| 2024 | Sifan Hassan                          | Atletiek                              |

### Vaakst gewonnen
|   | Sporter                       | Aantal |
| - | ----------------------------- | ------ |
| 1 | Sjoukje Dijkstra              | 6      |
| 1 | Leontien Zijlaard-van Moorsel | 6      |
| 3 | Sifan Hassan                  | 3      |
| 3 | Ada Kok                       | 3      |
| 3 | Marianne Vos                  | 3      |
| 6 | Enith Brigitha                | 2      |
| 6 | Ingrid Haringa                | 2      |
| 6 | Ranomi Kromowidjojo           | 2      |
| 6 | Keetie van Oosten-Hage        | 2      |
| 6 | Dafne Schippers               | 2      |
| 6 | Bettine Vriesekoop            | 2      |
| 6 | Ireen Wüst                    | 2      |

|   | Discipline     | Aantal |
| - | -------------- | ------ |
| 1 | Wielrennen     | 14     |
| 2 | Zwemmen        | 12     |
| 3 | Atletiek       | 11     |
| 4 | Schaatsen      | 8      |
| 5 | Kunstschaatsen | 7      |
| 6 | Turnen         | 3      |
| 7 | Judo           | 2      |
| 7 | Tafeltennis    | 2      |
| 9 | Paardensport   | 1      |
| 9 | Snowboarden    | 1      |
| 9 | Shorttrack     | 1      |
| 9 | Tennis         | 1      |
| 9 | Waterskiën     | 1      |